# Oxyethira grisea
Oxyethira grisea är en nattsländeart som beskrevs av Betten 1934. Oxyethira grisea ingår i släktet Oxyethira och familjen smånattsländor. Inga underarter finns listade i Catalogue of Life.